# Chrysler Fifth Avenue
Chrysler Fifth Avenue era la denominación de un nivel de equipamiento/paquete de opciones y también el nombre de un modelo de automóvil, usado por Chrysler para sus sedanes más grandes de 1979 a 1993. Este nombre ya no se usó después de 1993, cuando Chrysler presentó su nueva gama de coches sobre la plataforma LH, como los New Yorker y los LHS. El nombre "Fifth Avenue" hace referencia a una famosa avenida de Nueva York, que contiene numerosas tiendas exclusivas y atracciones culturales.
El paquete de equipamiento Fifth Avenue se introdujo poco después de que se dejaran de producir los cupés, sedanes y convertibles Imperial, que se habían presentado como una marca de lujo separada en 1955, dejando al Chrysler New Yorker como el sedán de nivel superior. Al darse cuenta de que necesitaban ofrecer un sedán de lujo comparable al Cadillac Fleetwood y al Lincoln Town Car, Chrysler ofreció el Fifth Avenue como opción al New Yorker.
Cuando el Fifth Avenue terminó su producción, fue reemplazado por el Chrysler LHS como el sedán prémium de nivel superior de la compañía.

## Origen y los años de la Carrocería-R
El nombre Fifth Anenue se usó por primera vez en 1979 en un submodelo de lujo del Chrysler New Yorker sedán con Carrocería-R. Esta generación de Chrysler, aunque ya era más pequeña que su tamaño máximo de la Serie CS anterior de 1978, siguió contando con un motor V8 y tracción trasera. La Carrocería-R tenía una  distancia entre ejes de 118,5 pulgadas (3009,9 mm), que era similar a la de sus competidores, el Cadillac Fleetwood Brougham y el Lincoln Town Car, también de carrocería reducida.
Para 1979, al solicitar el paquete New Yorker Fifth Avenue Edition, el comprador recibía un automóvil con un acabado de pintura exterior "Designer's Cream-on-Beige" de solo dos tonos, con interior de cuero "Champagne" a juego y apliques de madera veteada "driftwood" en tonos más claros, así como un exclusivo adorno de capó "Pentastar". Había un landau con techo de vinilo estándar y unas ventanas laterales fijas algo inusuales, que estaban integradas con las puertas traseras, mientras que el estilo de la carrocería era un "techo rígido con pilares", dejando las puertas sin marcos metálicos alrededor de las ventanas. Al marco superior de la puerta que rodeaba las ventanillas fijas se agregó una luz de cortesía sobre la manija de la puerta de cuero, mientras que se instaló una luz en la parte inferior de la puerta.
El paquete tenía una combinación de colores tan completa que incluso las tiras de contacto del parachoques eran de color beige. El Fifth Avenue con Carrocería-R se produjo durante tres años, aunque se agregaron colores adicionales para 1980 y 1981. Los faros ocultos fueron una característica de estilo que se trasladó del ya cancelado Imperial LeBaron y del Chrysler New Yorker Brougham, que reemplazó brevemente a la marca. El precio de venta al público del New Yorker era de 8.631 dólares (31 917 $ en 2023) y el paquete de equipamiento Fifth Avenue incremetaba el precio en 1.500 dólares extra (5547 $ en 2023). La suspensión delantera continuó ofreciendo barras de torsión delanteras longitudinales características de Chrysler, pero anticuadas, llamadas Torsion-Air, y barra estabilizadora con un diferencial de deslizamiento limitado trasero sólido conectado a ballestas que se introdujo en el Chrysler New Yorker Serie C-76 de 1957.
Para reforzar su exclusividad, Chrysler ofreció "Opciones de confort y aspecto". La lista ofrecía un paquete de conducción en carretera abierta, pintura de dos tonos, iluminación interior, aire acondicionado con función de control de temperatura mejorada, desempañador de ventana trasera, control de crucero, asiento delantero ajustable eléctricamente, ventanas eléctricas, cerraduras eléctricas de puertas, liberación eléctrica del maletero, volante de lujo forrado en cuero, reloj digital, tapa de gasolina con seguro, iluminación y espejos, faros delanteros halógenos, luces de esquina, espejos laterales exteriores ajustables eléctricamente, varias opciones de radio AM/FM o radio estéreo separadas que incluían un reproductor de cintas de 8 pistas, antena eléctrica extensible, varias molduras laterales de vinilo y protectores de parachoques, revestimiento de base, cinturones de seguridad con color combinado, cubiertas de ruedas y ruedas de aluminio, todo con costo adicional.
Para 1980, se ofreció un segundo color exterior llamado "Black Walnut" metálico, con un techo de vinilo landau acolchado con grano de cocodrilo simulado en "Black Walnut" a juego con las franjas laterales de la carrocería con detalles dorados. Sin embargo, el color del interior permaneció solo con el diseño de cuero "Champagne" en todos los casos.

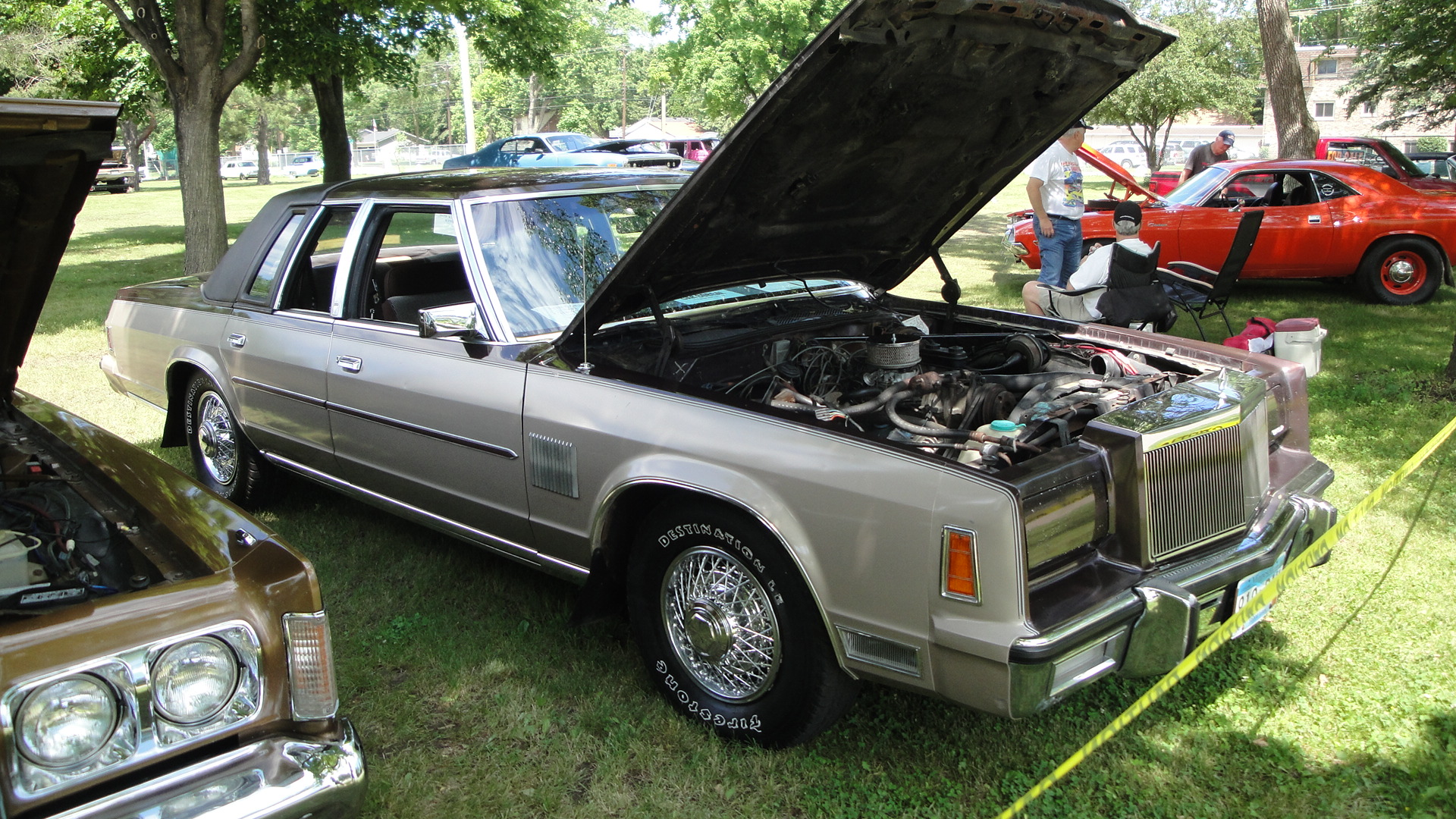
Chrysler New Yorker Fifth Avenue de 1981

Los Fifth Avenue de 1981 agregaron dos nuevos colores exteriores, mientras que el paquete de equipamiento Fifth Avenue pasó a costar 2.092 dólares (7736 $ en 2023) el precio minorista era de 10.459 dólares (38 676 $ en 2023). Los nuevos colores ofrecidos eran el "Mahogany Starmist" y el "Heather Mist". Consistían en una pintura exterior con rayas doradas; con un techo Mahogany Landau a juego con el interior de caoba combinado con tela o cuero Heather en el primer caso, o el "Nightwatch Blue" con "Heather Mist", el mismo tratamiento de color en el techo Landau, con piezas interiores Azul Oscuro en lugar de Caoba. Un tapizado de pana estaba disponible en Heather o Cashmere, mientras que el cuero permitía agregar los colores azul oscuro y caoba a las opciones de color Heather y Cashmere; con el tablero, los paneles de las puertas y las alfombras a juego. No se ofreció ningún cupé y, en cambio, Chrysler reintrodujo la placa de identificación Imperial solo como cupé, mientras que el Fifth Avenue compartió su apariencia con el Imperial cupé Serie YS.
La tecnología subyacente, presente en el motor, el chasis, la transmisión, la suspensión y el tren motriz, se compartió con todos los vehículos con Carrocería-R de tamaño completo vendidos como productos Dodge y Plymouth, mientras que la exclusividad del nombre Chrysler suponía la inclusión de aislamiento acústico, selecciones de colores y más opciones de sistemas de sonido. La producción general del New Yorker con Carrocería-R fue baja (menos de 75.000 desde 1979 hasta 1981) y la producción con acabado Fifth Avenue fue aproximadamente el 25%. Un total de 14 unidades se alargaron para convertirlas en limusinas, y algunas se usaron durante los juegos Olímpicos de Lake Placid 1980 en Lake Placid. Las otras fueron prestadas a los estudios de cine de Hollywood. Durante este tiempo, el comienzo de la recesión de los años 1980 en los Estados Unidos comenzó a impactar en las ventas, que empezaron a reducirse considerablemente.
Los sedanes de lujo norteamericanos comenzaron a experimentar la competencia de las marcas europeas importadas, especialmente de los Mercedes-Benz de la Clase S, los BMW Serie 7 y los Jaguar XJ, que ofrecían equipos estándar como inyección de combustible, motores de alto rendimiento y niveles elevados de apariencia y equipo de lujo.
Por su parte, las marcas japonesas introdujeron el Toyota Cressida y el Nissan Maxima, que ofrecían apariencias lujosas, altos niveles de equipo anteriormente opcionales como estándar y eficiencia de combustible por un precio ajustado.

### ASC LeBaron Fifth Avenue

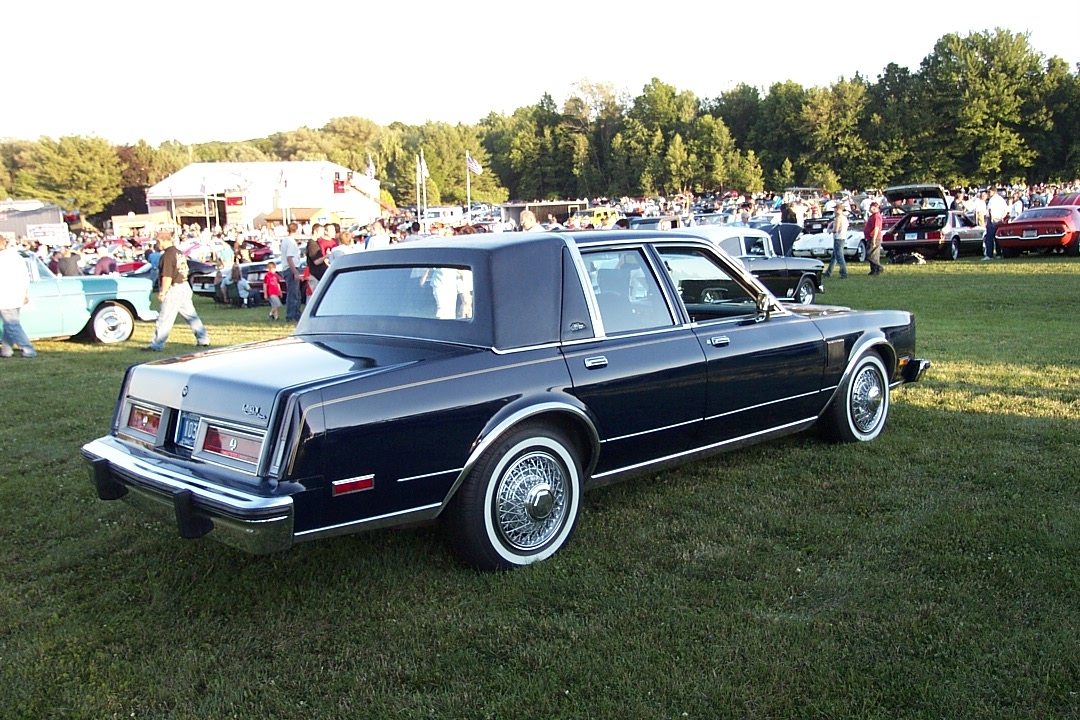
Chrysler LeBaron Fifth Avenue de 1980 con Carrocería-M

Solo para 1980, ASC (American Sunroof Corporation) creó un paquete Fifth Avenue para el Chrysler LeBaron, que compartió la plataforma Chrysler M con el Dodge Diplomat. Este paquete opcional poco común, incluido en 654 unidades del LeBaron aquel año, incluía muchas de las características exteriores que se encuentran en el New Yorker Fifth Avenue con una distancia entre ejes más corta.

## 1982-1989: los años de la Carrocería-M
Para el año del modelo de 1982, la línea de carrocería R se suspendió y la placa de identificación del New Yorker se transfirió a la línea de carrocería M más pequeña. Hasta este punto, la entrada de la carrocería M de Chrysler se había vendido como LeBaron, pero ese nombre se trasladó a una nueva línea de tracción delantera basada en los coches de la serie K. Tras el cambio de placa de identificación, la línea de carrocería M se consolidó y simplificó. Los motores V8 de 360 pulgadas cúbicas (5,9 L) se eliminaron de la gama, al igual que los cupés y los familiares (siendo reemplazados por los modelos LeBaron de la serie K).
La opción Fifth Avenue aún estaba disponible como un paquete de 1.244 dólares (3928 $ en 2023) al precio minorista indicado de 10.851 dólares (34 259 $ en 2023). Fue adaptado del paquete anterior de LeBaron, con un techo de vinilo distintivo, iluminación interior electroluminiscente y una fascia trasera adaptada del Dodge Diplomat, aunque modificada. Los interiores presentaban asientos acolchados con botones y tapizados con "terciopelo Kimberley" o "cuero Corinthian", opciones que continuarían sin cambios durante el período de producción del automóvil. Además, la alfombra era más gruesa que la ofrecida en el New Yorker base, en el Diplomat o en el Gran Fury/Caravelle Salon, y el interior tenía más molduras cromadas. La opción Fifth Avenue también incluía iluminación automática durante el acceso, radio estéreo AM/FM con amplificador trasero, seguros eléctricos en las puertas, asiento eléctrico ajustable en 6 posiciones para el conductor, antena eléctrica, apertura remota del maletero, espejos laterales dobles, revestimiento interior completo, espejo de cortesía para el pasajero, franjas de cinta laterales, cubiertas de ruedas con radios de alambre y sistema antirrobo, así como un motor V8 estándar de 5.2L (318 pulgadas³).
Los colores ofrecidos se ampliaron a partir de la exclusividad de generaciones anteriores, ofreciendo "Goldenrod Crystal Coat", "Nightwatch Blue", "Charcoal Grey" metalizado, "Formal Black", "Marruecos Red", "Sterling Silver Crystal", "Caoba" metalizado y "Pearl White".
1982 fue el último año para el estéreo AM/FM opcional con cintas de 8 pistas y el estéreo AM/FM con CB integrado. El exterior de un New Yorker Fifth Avenue Edition se podía distinguir del de un New Yorker normal por sus luces de gálibo, por las franjas en el capó, y por las insignias con el rótulo "Fifth Avenue Edition" en los paneles de las ventanas de las puertas traseras. Los New Yorker llevaban a su vez placas con el nombre del modelo.

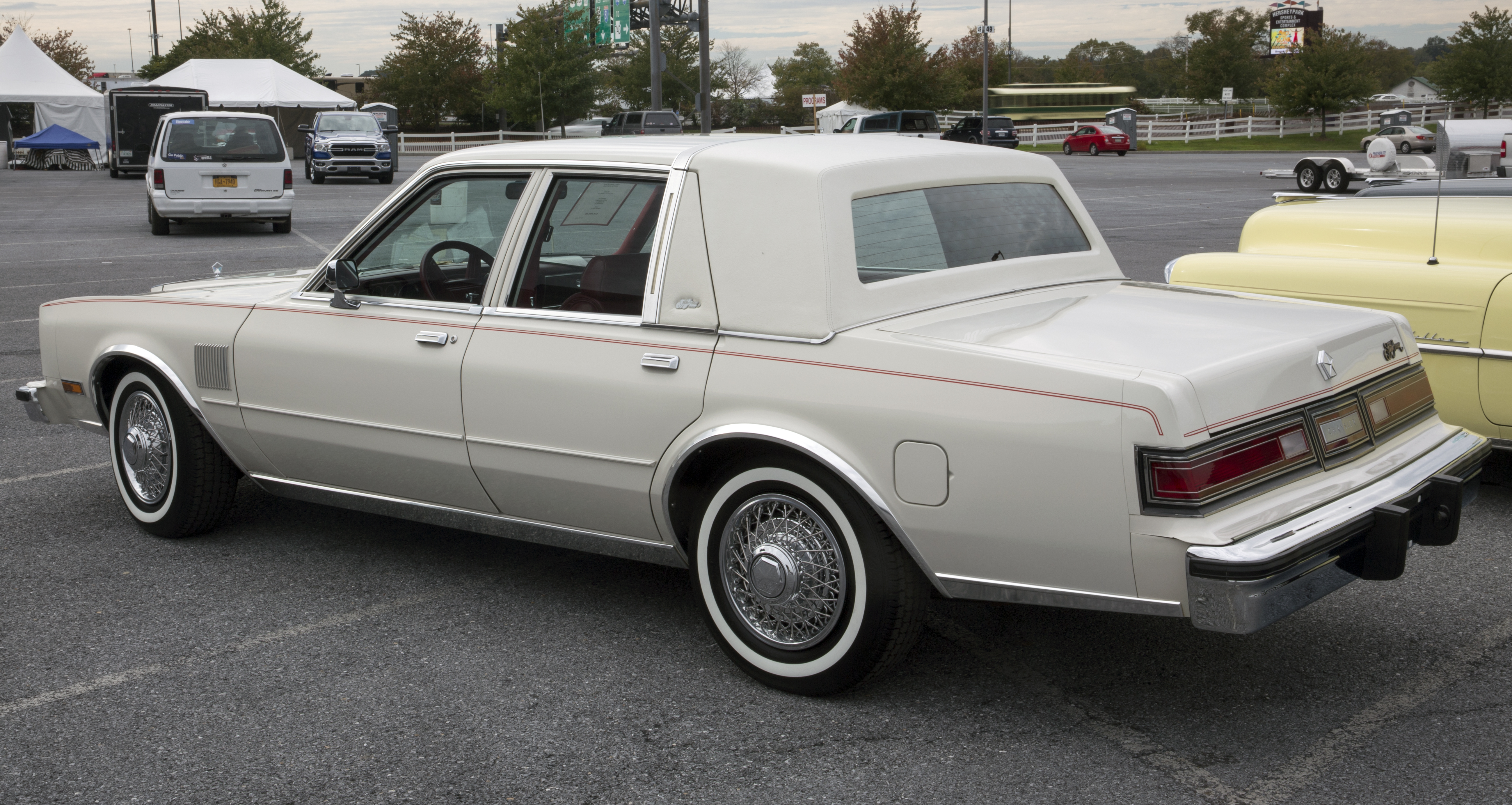
Chrysler Fifth Avenue de 1985 (vista trasera)

En otro cambio de nombre confuso, la denominación "New Yorker" pasó a usarse en otra nueva línea extendida de coches de la serie K en 1983, el New Yorker de la serie K. El automóvil más grande (con carrocería M) recibió el nombre de New Yorker Fifth Avenue, con el fin de distinguirlo del modelo con carrocería E. 1983 fue el último año en que se fabricaron carrocerías M en Canadá y el último año en el que se incluyeron elementos como el motor de seis cilindros en línea Slant-six de 225 pulgadas cúbicas (3,7 L); el reloj montado en la guantera; todas las radios sintonizadas analógicas; y los pedales cromados.
Para 1984, el automóvil simplemente se llamó Fifth Avenue, estableciendo el nombre que continuaría durante seis exitosos años. El Fifth Avenue (y sus hermanos Dodge y Plymouth) serían los últimos vehículos Chrysler de tracción trasera con motor V8 hasta que el Chrysler 300C fue revivido con esa configuración en 2005.
Todos los Fifth Avenue de 1984 a 1989 fueron propulsados por un motor V8 de 318 plg³ (5,2 L), ya fuese con un carburador de dos cuerpos con el que rendía 140 HP (104 kW) (en todos los estados excepto en California); o con un V8 de 170 HP (127 kW) con carburador de cuatro cuerpos (en California), acoplado a la conocida transmisión automática de tres marchas Torqueflite de Chrysler. Como este era el modelo Chrysler más grande disponible, las ventas despegaron, especialmente durante 1985-1986, cuando se fabricaron más de 100.000 unidades anualmente.
A partir de los modelos de 1984, la producción del Fifth Avenue se trasladó de Windsor (Ontario) a San Luis (Misuri). Desde finales de 1986 hasta el año modelo de 1989, se fabricaron en la planta de American Motors Corporation en Kenosha, que Chrysler compró en 1987.
El Fifth Avenue también vendió mucho más que sus hermanos (el Dodge Diplomat y el Plymouth Gran Fury), y una proporción mucho mayor de las ventas se destinó a clientes privados, a pesar de su precio más alto. La producción alcanzó un máximo de 118.000 unidades en 1986, y el Fifth Avenue destacó en una gama dominada por coches sobre la plataforma K, como la única concesión de Chrysler a los sedanes americanos tradicionales con tracción trasera.
Algunos de los cambios en el Fifth Avenue de Carrocería-M en los años incluyeron:
- 1984 - Insignia "New Yorker" reemplazada por la insignia "Fifth Avenue" en la tapa del maletero. La insignia "Fifth Avenue Edition" continuó en las puertas traseras, y se agregó un nuevo volante. El símbolo "Pentastar" regular fue reemplazado por uno de cristal y ahora se usó en el adorno del capó y el volante, lo que continuaría hasta el final. Los brazos del limpiaparabrisas ahora eran negros (en lugar de plateados). Los bloques del motor ahora también estaban pintados de negro (los anteriores estaban pintados de azul claro). Las "Ruedas de carretera" de aleación de 10 radios opcionales fueron reemplazadas por nuevas llantas de aleación "Snowflake" opcionales.
- 1985 - Se introdujo la nueva perilla negra de la palanca de cambios (los modelos de 1982 a 1984 tienen perillas cromadas). La palanca de la señal de giro ahora también era negra (los modelos de 1984 y anteriores tenían el color del interior) con la excepción de los modelos con pintura de dos tonos. Un motor V8 de 5.2 L revisado ahora tenía un árbol de levas de rodillos, cabezas con flujo turbulento y el carburador Carter de dos cuerpos se cambió por un Holley también de dos cuerpos. Esto aumentó la potencia de 130 a 140 caballos, y el par también pasó de 230 a 265 lb·pie (312 a 359 N·m). Los interiores recibieron un cambio de imagen con asientos de cuero más lujosos, techos interiores y paneles de puertas mejorados con apoyabrazos más grandes con los interruptores de las ventanas eléctricas ubicados en ellos, en lugar de estar en los paneles de las puertas por separado.
- 1986 - Se introdujeron la llave de encendido de estilo nuevo y la luz de freno central montada en alto (esta última por mandato federal). Los modelos con pintura de dos tonos tenían líneas de techo más bajas.
- 1987 - Volante nuevo. Se ofrecieron el último año llantas de aleación opcionales, pintura de dos tonos y amplificador estéreo trasero. También el último año para las alfombras de pelo largo de 17 onzas y el último año para la radio, el interruptor de los faros y los paneles de control de clima plateados.
- 1988 - Techo de vinilo rediseñado, con el borde inferior de la cubierta del panel extendido por debajo de las molduras cromadas del alféizar de la ventana. Insignia de "Fifth Avenue Edition" reemplazada por un Pentastar de cristal rodeado por una corona de oro que en 1990 reaparecería en el Imperial. El asiento del lado del conductor ahora tenía un sillón reclinable manual (los modelos anteriores tenían ajustadores eléctricos de 6 posiciones, pero no un sillón reclinable). Los reposacabezas delanteros estaban más acolchados. El refuerzo alrededor de los asientos ahora era de material cosido en lugar del plástico de años anteriores. Algunas radios fueron reemplazadas por otras nuevas. Los paneles de las puertas fueron rediseñados y los nuevos espejos eléctricos eran estándar. Las rejillas de ventilación del tablero del lado del pasajero ahora tenían el color interior (en lugar de negro con molduras cromadas). Se puso a disposición una nueva consola en el techo con luces para mapas, pantalla de brújula/temperatura y almacenamiento para anteojos de sol. La bolsa de aire del lado del conductor y el refuerzo acolchado para las rodillas colocado debajo del panel de instrumentos se volvieron opcionales en mayo.
- 1989 - Último año de producción. La bolsa de aire del lado del conductor pasó a ser estándar. En ese momento, el Fifth Avenue (así como sus gemelos de Carrocería-M) era uno de los pocos automóviles que ofrecía una bolsa de aire con volante inclinable.

En las series de televisión de la cadena AMC Breaking Bad y Better Call Saul, el personaje de Mike Ehrmantraut conduce un Chrysler Fifth Avenue marrón con Carrocería-M. Durante los años de 1982 a 1988, aproximadamente 60 de estos coches fueron convertidos en limusinas por varias compañías de autocares.

### Cifras de producción/Precios base
Las cifras de producción del Fifth Avenue fueron las siguientes:
| Año      | 1982   | 1983   | 1984   | 1985    | 1986    | 1987   | 1988   | 1989   | Producción total |
| -------- | ------ | ------ | ------ | ------- | ------- | ------ | ------ | ------ | ---------------- |
| Unidades | 50.509 | 83.501 | 79.441 | 109.971 | 104.744 | 70.579 | 43.486 | 26.883 | 569.114          |

Los precios base fueron los siguientes (todos en dólares estadounidenses):
- 1982 - 10.851 dólares (34 259 $ en 2023)[2]
- 1983 - 12.487 dólares (38 199 $ en 2023)[2]
- 1984 - 13.990 dólares (41 029 $ en 2023)[2]
- 1985 - 13.978 dólares (39 599 $ en 2023)[2]
- 1986 - 14.910 dólares (41 444 $ en 2023)[2]
- 1987 - 15.422 dólares (41 360 $ en 2023)[2]
- 1988 - 17.243 dólares (44 422 $ en 2023)[2]
- 1989 - 18.345 dólares (45 092 $ en 2023)[2]

## 1990-1993: New Yorker Fifth Avenue
El año de 1990 vio regresar la relación anterior entre el New Yorker y el Fifth Avenue, ya que este último se convirtió en un modelo del New Yorker. Sin embargo, hubo una diferencia sustancial, ya que el New Yorker Fifth Avenue usó la plataforma Chrysler Y, con un chasis un poco más largo que el modelo estándar. El volumen interior más grande del nuevo New Yorker Fifth Avenue lo clasificó como un modelo de tamaño completo esta vez; a pesar de tener unas dimensiones exteriores más reducidas que la primera generación. 1990 también vio el regreso de los faros escamoteables que, cuando estaban apagados, se ocultaban detrás de cubiertas metálicas retráctiles. Los faros ocultos no habían estado disponibles desde el New Yorker Fifth Avenue de 1981 con Carrocería-R.
Los famosos asientos del New Yorker Fifth Avenue, conocidos durante mucho tiempo por su apariencia abotonada y su comodidad similar a la de un sofá, continuaron ofreciéndose con la elección del cliente de terciopelo o cuero, con el antiguo "cuero Corinthian" reemplazado por el de la Mark Cross Company. Los automóviles equipados con cuero llevaban el logotipo de Mark Cross en los asientos y, en el exterior, un emblema adherido a la banda de aluminio cepillado delante de las ventanas de ópera de las puertas traseras.
Para 1990, el nuevo motor V6 de 3.3 litros de Chrysler era la opción estándar y única, junto con la transmisión automática electrónica de cuatro velocidades A-604 de la empresa. A partir de 1991, un V-6 de 3.8 litros más grande se volvió opcional. Rendía los mismos 147 caballos que el 3.3, pero tenía más par motor.

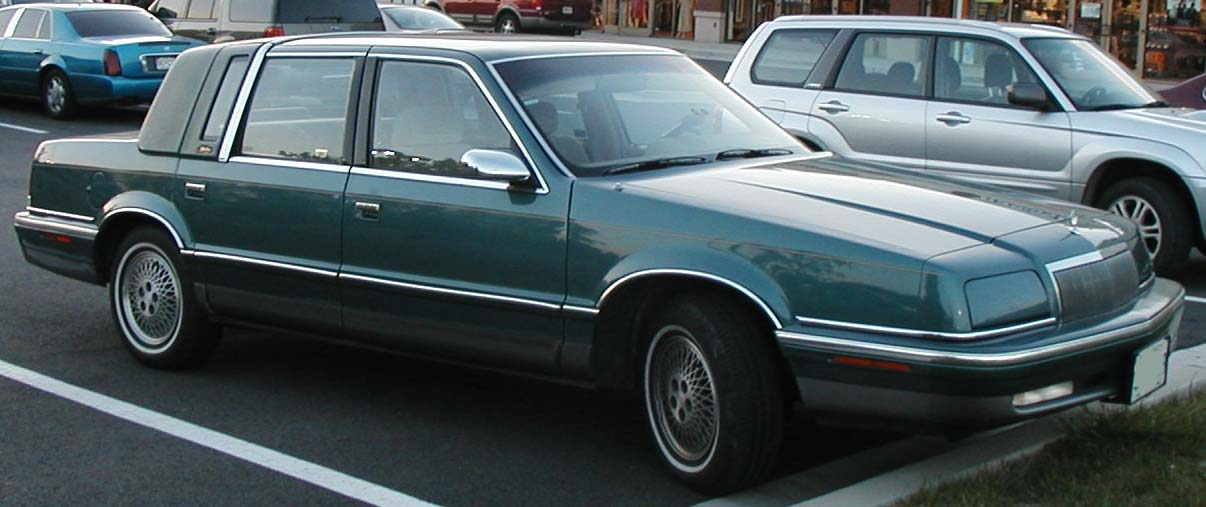
Chrysler New Yorker Fifth Avenue de 1992-1993

Para el año modelo 1992, el New Yorker Fifth Avenue (junto con el New Yorker Salon) se rediseñaron con una apariencia más redondeada en la parte delantera y trasera.
Todas los New Yorker Fifth Avenue de esta generación estaban cubiertos por el "Crystal Key Owner Care Program" de Chrysler, líder en el mercado, que incluía una garantía de 5 años/50.000 millas y una garantía del tren motriz de 7 años/70.000 millas. También se proporcionó una línea directa de atención al cliente gratuita las 24 horas.
El nombre de la Fifth Avenue se suspendió a fines del año modelo de 1993, cuando el New Yorker fue reemplazado por el New Yorker de 1994 rediseñado, más largo y más aerodinámico, y por el Chrysler LHS similar.

### Precios base
- 1990 - 20.860 dólares (48 649 $ en 2023)[2]
- 1991 - 20.875 dólares (46 697 $ en 2023)[2]
- 1992 - 21.874 dólares (47 493 $ en 2023)[2]
- 1993 - 22.048 dólares (46 503 $ en 2023)[2]

Todos los precios indicados están en dólares estadounidenses.